# Nioh 2
Nioh 2 — рольовий бойовик розробки Team Ninja. Приквел до Nioh (2017) видавництва Koei Tecmo (в Японії) і Sony Interactive Entertainment (по всьому світу), що вийшов у якості екслюзиву для PlayStation 4 13 березня 2020 року.
5 лютого 2021 року відеогру було адаптовано для персональних комп'ютерів та PlayStation 5.

## Ігровий процес
Як і у попередній частині, Nioh 2 є рольовою грою, але, на відміну від Nioh, тут гравець може створювати свого власного ігрового персонажа який оснащений різними видами зброї, такими як катана, кусарігама, одате і т.д, і в міру проходження гри отримує нові навички.
В локаціях знаходяться спеціальні мечі інших гравців, уткнутих в землю. Підійшовши до них, гравець може викликати інших гравців, які управляються штучним інтелектом. У грі також присутній кооперативний багатокористувацький режим для трьох гравців.